# Openbravo POS
Openbravo POS — открытая POS-система, разрабатываемая в рамках сообщества Openbravo. До приобретения проектом Openbravo система называлась Librepos. Система Librepos ранее также была известна как Tina POS.
Система предназначена для организации работы сети из нескольких POS-систем, объединённых единой базой данных. В рамках проекта Openbravo предполагается использовать Openbravo POS в качестве интерфейса фронт-офиса. Данные, полученные от пользователей в процессе работы системы, накапливаются и затем передаются в Openbravo ERP через реализованные механизмы синхронизации.
Отличительной особенностью Openbravo POS является интерфейс системы, специально разработанный для использования с  сенсорными экранами мониторов, коммуникаторов и т. д. Интерфейс системы позволяет ввести информацию только через сенсорный экран без использования других устройств ввода (клавиатуры, компьютерной мыши, сканера штрих-кода и т. п.)

## История системы
Первоначально система называлась Tina POS. Первая версия системы была выпущена в декабре 2005 года. Основателем и главным разработчиком Tina POS был Адриан Ромеро (Adrián Romero). 
Первоначальное название системы вскоре было изменено, так как название «Tina» являлось зарегистрированной торговой маркой других компаний. C 30 июля 2007 года проект стал называться Librepos. Под данным названием система и была приобретена проектом Openbravo. Последняя версия Librepos 0.0.24 вышла 1 ноября 2007 года. С момента первой публикации и до приобретения проектом Openbravo систему скачало более 100000 пользователей.
Соглашение о приобретении Librepos было подписано 29 ноября 2007 года в городе Памплона, Испания. Название проекта в соответствии с корпоративной политикой  Openbravo было изменено на Openbravo POS, а Адриан Ромеро был принят в команду разработчиков Openbravo POS в качестве архитектора программных продуктов. 
Первая версия  Openbravo POS вышла 25 февраля 2008 года. Обозначение версий Openbravo POS было начато с цифры 2.00. 
Начиная с версии Openbravo POS 2.10 основная сборка системы содержит локализацию только на английском языке, пакеты локализаций на другие языки выходят отдельно  через некоторое время после выхода основной версии.
В версии Openbravo POS 2.30 добавлен модуль работы с КПК.

## Архитектура системы
Работа Openbravo POS организована по принципу клиент-сервер. В качестве серверной части используется разработанная база данных организованная средствами СУБД, а в качестве клиентской части скомпилированная под определённую платформу программа на Java. 

### Сервер
Поддерживаемые базы данных:
- Oracle 10g release 2 (редакции Express, Standard и Enterprise);
- PostgreSQL 8.1.4 или выше;
- MySQL 5.0 или выше;
- HSQLDB 1.8.0 или выше.

### Клиент
Операционные системы:
- Microsoft Windows 2000, XP, Vista;
- Linux 
  - Debian / Ubuntu;
  - Suse;
  - Red Hat;
  - CentOS;
- Mac OS X.

Требуемое дополнительное программное обеспечение:
- Java 2 Platform Standard Edition 5.0 или выше.

Поддерживаемое POS оборудование:
- Сенсорный экран, поддерживающий эмуляцию компьютерной мыши.
- Сканер штрих-кодов, поддерживающий эмуляцию клавиатуры.
- Принтер чеков, поддерживающий протокол ESC/POS или подключённый через JavaPOS драйвер.
- Фискальный принтер, подключаемый через JavaPOS драйвер.
- Дисплей покупателя, поддерживающий протокол ESC/POS или подключённый через JavaPOS драйвер.
- Денежный ящик, подключённый к принтеру чеков или через  JavaPOS драйвер.
- Терминал сбора данных, модель  Metrologic ScanPal2.
- Электронные весы, поддерживающие протокол Samsung.
- Считыватель магнитных карт, поддерживающий эмуляцию клавиатуры.

Используемые технологии:
- Java/Swing,
- SQL,
- XML,
- Web-сервисы.

Локализации для языков и диалектов:
- Арабский;
- Болгарский;
- Немецкий;
- Греческий;
- Английский;
- Испанский;
- Баскский;
- Финский;
- Французский;
- Галисийский;
- Итальянский;
- Датский;
- Польский;
- Португальский бразильский;
- Румынский;
- Русский;
- Словенский;
- Албанский;
- Шведский;
- Тайский.

## Примеры внедрения
| Компания | Сайт                                                                | Местонахождение             | Сфера автоматизации                      |
| -------- | ------------------------------------------------------------------- | --------------------------- | ---------------------------------------- |
| TriMet   | www.trimet.org Архивная копия от 15 февраля 2009 на Wayback Machine | США штат Орегон г. Портленд | продажа билетов общественного транспорта |